# Ancistrocladaceae
Ancistrocladaceae is een botanische naam, voor een familie van tweezaadlobbige planten. Een familie onder deze naam wordt vrij algemeen erkend door systemen voor plantentaxonomie, en zo ook door het APG-systeem (1998) en het APG II-systeem (2003).
Het gaat om een kleine familie van lianen die voorkomen in de tropen.
In het Cronquist-systeem (1981) is de plaatsing van de familie in een orde Violales.

## Geslachten[1]
- Ancistrocladus Wall.